# Edital

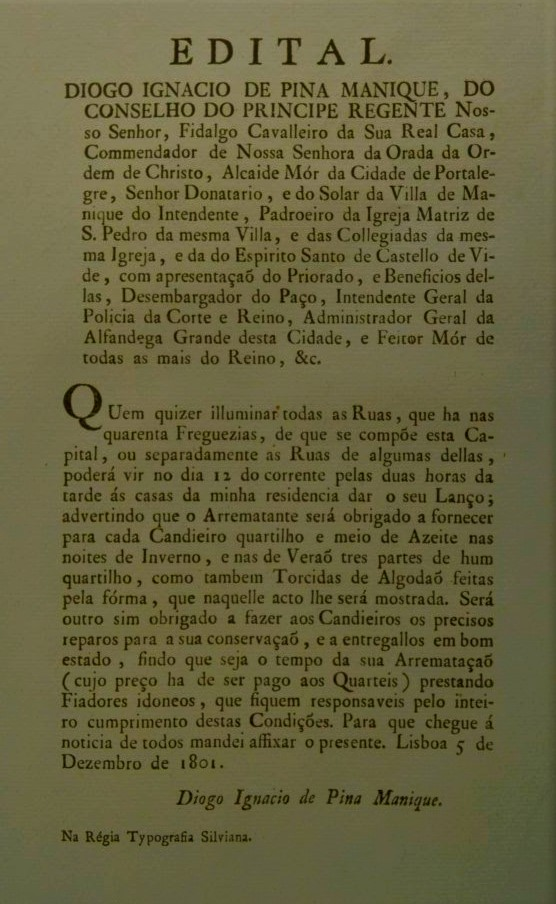
Edital lançado em Lisboa, no dia 5 de dezembro de 1801.

Ato pelo qual se faz publicar pela imprensa, ou nos lugares públicos, certa notícia, fato ou ordem, que deva ser divulgada ou difundida, para conhecimento das próprias pessoas nele mencionadas, bem como às demais interessadas no assunto. Forma de divulgação oficial de atos administrativos, Ato oficial contendo aviso, citação, determinação etc., que a autoridade competente ordena seja publicada em imprensa oficial ou não. Exemplo de editais: para abertura de concurso público, abertura de licitação, etc.